# Rucuma
Rucuma (łac. Diocesis Rucumensis) – stolica historycznej diecezji w Cesarstwie rzymskim w prowincji Afryka Prokonsularna, sufragania metropolii Kartagina. Współcześnie w Tunezji. Obecnie katolickie biskupstwo tytularne.

## Biskupi tytularni
| Lp. | Biskup                        | Funkcja                                           | Od                   | Do               |
| --- | ----------------------------- | ------------------------------------------------- | -------------------- | ---------------- |
| 1   | Jean-Joseph-Léonce Villepelet | emerytowany biskup Nantes (Francja)               | 2 lipca 1966         | 10 grudnia 1970  |
| 2   | Patrick Chakaipa              | biskup pomocniczy Salisbury (Zimbabwe)            | 15 października 1972 | 31 maja 1976     |
| 3   | John Ricard                   | biskup pomocniczy Baltimore (USA)                 | 25 maja 1984         | 20 stycznia 1997 |
| 4   | Thomas Maria Renz             | biskup pomocniczy Rottenburga-Stuttgartu (Niemcy) | 29 kwietnia 1997     |                  |